# Sundress (singolo)
Sundress è un singolo del rapper statunitense ASAP Rocky, pubblicato il 20 novembre 2018.

## Descrizione
Il brano, prodotto da ASAP Rocky stesso lo pseudonimo Lord Flacko insieme a Hector Delgado, Danger Mouse e Sky Sense e scritto dai quattro, contiene dei campionamenti del brano dei Tame Impala Why Won't You Make Up Your Mind?, contenuto nell'album del gruppo del 2010 Innerspeaker. Sundress è stato descritto come un brano di musica psichedelica e come un brano pop "upbeat", con elementi di rock, disco e indie. Nel brano, Rocky oscilla tra parti cantate in falsetto e parti rappate, mentre descrive una rottura con una sua partner.

## Video musicale
Il video musicale ufficiale del brano, diretto da Frank Lebon, è stato pubblicato in concomitanza con l'uscita del brano sul canale YouTube di Rocky e vede la partecipazione della artista e modella britannica Kesewa Aboah. Nel video, definito come "trippy", "coinvolgente" e "surreale", Aboah e il suo partner seguono ASAP Rocky a un club, dove poi Aboah gli spara, creando così un'esplosione di ricordi dei due insieme. Dopodiché, il tempo si inverte e Aboah torna dal suo partner, che si rivela essere proprio Rocky.

## Esibizioni dal vivo
ASAP Rocky e i Tame Impala hanno suonato Sundress insieme al Coachella Valley Music and Arts Festival del 2019, oltre ad esibirsi in una versione alternative del brano del 2015 di Rocky LSD.

## Classifica
| Classifiche (2018-24) | Posizione massima |
| --------------------- | ----------------- |
| Canada                | 72                |
| Estonia               | 35                |
| Irlanda               | 97                |
| Lettonia              | 12                |
| Lituania              | 50                |
| Nuova Zelanda         | 34                |
| Stati Uniti           | 103               |